# Биоскоп
Биоскоп (или кино) је филмски театар у коме се приказују филмови на великом платну. Филм су као технологију пронашли Браћа Лимијер, снимили су пар првих документарних филмова и приказали их на првим пројекцијама. Касније, филмови почињу да се масовно производе.

## Терминологија
Биоскоп се такође може назвати и филмска кућа, филмски театар, и кућа покретних слика. У САД, је theater одавно преферентни правопис, док је у Великој Британији, Аустралији, Канади и другде то theatre.
Међутим, неки амерички биоскопи су одлучили се да користе британски правопис у својим именима, што је пракса коју подржава Национална асоцијација власника театара, док осим англофонске Северне Америке већина земаља које говоре енглески користи израз cinema, који се алтернативно писанше и изговара kinema. Потоњи појмови, као и њихови изведени придеви „кинематографски“ и „кинематички“, ултиматно потичу од грчког κινῆμα, κινήματος (kinema, kinematos) - „кретање“, „кретња“. У земљама у којима се ти изрази користе, реч „театар” је обично резервисана за места извођења уживо.
Колоквијални изрази, који се углавном примењују на филмове и биоскопе колективно, укључују сребрни екран (раније понекад плоча) и велики екран (за разлику од мањег екрана телевизора). Северноамерички специфични термин је the movies, док су у Великој Британији специфични изрази the pictures, the flicks и за сам објекат the flea pit (или fleapit). Просторија за пројекције је мали театар, често приватан, на пример за оне који се баве производњом филмова или у великој приватној резиденцији.
Етимологија израза „movie theater“ укључује израз „movie“, који је „скраћени облик покретне слике у кинематографском смислу“ који је први пут употребљен 1896. године и „театар“, које је настао у „... касном 14. веку, [што значи] отворено место у древна времена за гледање спектакла и представа". Израз „театар” потиче од старофранцуске речи „theatre”, из 12. века и „... директно из латинског theatrum [што је значило] 'играоница, позориште; позорница; гледаоци у позоришту'”, што је проистекло од грчке речи theatron, која је значила „позориште; људи у позоришту; представа, спектакл”, [или] дословно „место за гледање”. Употреба речи „театар“ у значењу „зграде у којој се приказују представе“ датира из 1570-их година на енглеском језику.

## Историја
Биоскопске представе су се у почетку давале по кафанама а први биоскопи су били путујући. Александар Лифка први је почео на простору Србије да се бави пројекцијама. Данас биоскоп у Суботици носи његово име. Први неми филмови су имали и пијанисту који је гледајући филм пратио одговарајућом музиком.
- први филм у Србији је приказан у Београду 6. јуна 1896. године
- први домаћи филм је снимљен 1910. године, звао се „Карађорђе“ а режисер и главни глумац је био Чича Илија Станојевић
- први путујући биоскопи, у Србији, су се појавили око 1900. године а
- први стални биоскоп у Београду је почео са радом 1906. године.

### Прекурзори
Биоскопи се налазе у дугој традицији театара који могу да угосте све врсте забаве. Неки облици позоришне забаве укључивали су приказивање покретних слика и могу се сматрати претходницима филма.
Године 1799. Етјен-Гаспард „Робертсон” Роберт преселио је своју представу Фантасмагори у напуштену клаустру у близини Плејс Вендома у Паризу. Језиво окружење, са гробљем и рушевинама, чинило је идеалну локацију за његов спектакл.
Када је отворена 1838. године, Краљевска политехничка установа у Лондону постала је веома популарно и утицајно место са мноштвом врста магичних фењера као важним делом свог програма. У главном театру, са 500 места, лантернисти би добро искористили батерију од шест великих фењера који стоје на поређаним столовима како би пројектовали фино детаљне слике изузетно великих слајдова на екрану од 648 квадратних стопа. Магични фењер коришћен је за илустрацију предавања, концерата, пантомиме и других облика позоришта. Популарне презентације магичних лампиона укључивале су фантазмагорију, механичке слајдове, растварајуће погледе Хенрија Лангдона Чајлда и његов хроматроп.
Најраније познато јавно пројектовање стробоскопске анимације представио је аустријски мађионичар Лудвиг Доблер 15. јануара 1847. у позоришту Јосефстадт у Бечу, са својим патентираним Фантаскопом. Анимирани спектакл био је део добро прихваћене представе која је распродата у неколико европских градова током турнеје која је трајала до пролећа 1848.

### Најраније локације за приказивање филмова
Најраније јавно приказивање филмова одвијало се у постојећим (водвиљским) позориштима и на другим местима која су могла бити замрачена и удобно сместити публику. Емиле Рејнауд је приказивао своје анимиране филмове Пантомиме Луминијусес од 28. октобра 1892. до марта 1900. у Музеј Гревин у Паризу, са својим системом Театар оптик. Он је одржао је преко 12.800 емисија за укупно преко 500.000 посетилаца, са програмима укључујући Pauvre Pierrot и Autour d'une cabine.
Томас Едисон је у почетку сматрао да филмско приказивање не би било комерцијално одрживо као представљање филмова у кутијама за гледање, те је филмски апарат који ће његова компанија прво искористити постао кинетоскоп. Неколико јавних демонстрација одржало се од 9. маја 1893. године, пре него што је отворен први јавни салон Кинетоскопа 14. априла 1894. године, под покровитељством Холанд Броса у Њујорку на адреси 1155 Бродвеј, на углу 27. улице. Ово се може сматрати првом комерцијалном филмском кућом. Овај локалитет је имао десет машина, постављених у паралелне редове од по пет, од којих је свака приказивала другачији филм. Гледалац је за 25 центи могао да види све филмове у једном од редова; пола долара је омогућавало приступ целом сету.
Еидолоскоп, који је за породицу Латам осмислио Јуџин Огистин Ласт, демонстриран је за представнике штампе 21. априла 1895. године, а отворен за јавност 20. маја, у доњој бродвејској радњи са филмовима о боксу за награду Грифо-Барнет, снимљеним са крова Медисон сквер гардена 4. маја.
Макс Складановски и његов брат Емил демонстрирали су своје филмове са биоскопским пројектором у јулу 1895. у Гастхаус Селу у Панкову (Берлин). Ово место је касније, барем од 1918. године, кориштено као наменски биоскоп Панковер Личшпил, а између 1925. и 1994. као Тиволи. Прва потврђена комерцијална приказивања браће Складановски одржана су у Винтергартену у Берлину од 1. до 31. новембра 1895.

## Развој
У филмским дворанама - биоскопима, пре филмова давали су се и „журнали“ - претеча ТВ дневника. Вести су биле старе најмање десетак дана.
Филм је био јефтина забава, па је посета биоскопима била велика. Напретком филмске технологије мењале су се и филмске дворане. Једна од првих је био „Синемаскоп“.
Потом је уведено стерео озвучење, а развијена је и технологија 3Д филмова које публика гледала са специјалним картонским наочарима за једнократну употребу.
У последње време развијене су технологије којим се гледаоцу дају и други ефекти попут померања седишта или различити мириси који дочаравају филмске ефекте - такозване 6Д ефекте.
У биоскопима су приказивани аналогни филмови са 35-милиметарске траке, док се та технологија све више замењује дигиталном.

## Ланци биоскопа
У Сједињеним Државама, студији су некада контролисали многа позоришта, али након појављивања драмедије Господин Смит иде у Вашингтон, Конгрес је усвојио Нилијев закон антиблокирања, који је на крају прекинуо везу између студија и позоришта. Сада су прва три ланца у САД Regal Entertainment Group, AMC Entertainment Inc и Cinemark Theatres. Године 1995, Кармајк је био највећи ланац у Сједињеним Државама. Сада главни ланци обухватају AMC Entertainment Inc – 5.206 екрана у 346 биоскопа, Cinemark Theatres – 4.457 екрана у 334 биоскопа, Landmark Theatres – 220 екрана у 54 театра, Marcus Theatres – 681 екран у 53 театра. National Amusements – 409 екрана у 32 биоскопа и Regal Entertainment Group – 7.334 екрана у 588 биоскопа. У 2015. Сједињене Државе су имале укупно 40.547 екрана. У Мексику, главни ланци су Cinepolis и Cinemex.